# Deanna Miller
Deanna Miller (Bessemer (Pennsylvania), 28 aprile 1984) è una supermodella statunitense.
Apparve tra l'altro sulle copertine di Vogue in Portogallo e Russia; sfilò anche per Louis Vuitton, Stella McCartney, Tommy Hilfiger e Emanuel Ungaro e apparve per Victoria's Secret nel 2003. Posò anche per pubblicità di Garnier, L'Oréal e Yamamay. Apparve nei film Baciati dalla sfortuna e Henry X.

## Agenzie
Tra le agenzie che l'hanno rappresentata è da ricordare la Fashion Model Management di Milano, la Modelwerk e la Next Model Management a New York, Montreal, Parigi e Milano.